# 跳び蹴り
跳び蹴り（とびげり）は、格闘技、武道、武術で用いられている蹴り技の一種である。飛び蹴りとも呼ばれている。

## 概要
跳びあがってから相手を蹴る。跳躍の勢いが蹴りに加算されるため、技の威力としては格段に強い。しかし跳躍の動作によって相手に意図が読まれやすいために回避されやすく、更に技が空振りに終わった後はほとんど無防備になる。そのため実戦で有効かは疑問符がつく。
一方、プロレスにおいては派手なアクションで見栄えがよいため、観客を沸かせる効果を狙って使用される。種類としてはドロップキックをはじめ多数ある。
また、アニメや特撮などのフィクションの世界では仮面ライダーのライダーキックを初めとして人気がある。